# Struthanthus palmeri
Struthanthus palmeri är en tvåhjärtbladig växtart som beskrevs av Kuijt. Struthanthus palmeri ingår i släktet Struthanthus och familjen Loranthaceae. Inga underarter finns listade i Catalogue of Life.